# Årets coach
Årets coach är en utmärkelse som delas ut av Ishockeyjournalisternas Kamratförening till den mest framstående tränaren i svensk ishockey. Utmärkelsens namn till trots delas priset ut efter varje säsong, inte kalenderår.

## Pristagare
- 1991/1992 – Tommy Sandlin, Brynäs IF
- 1992/1993 – Tommy Sandlin, Brynäs IF
- 1993/1994 – Kent Forsberg, MODO Hockey
- 1994/1995 – Sune Bergman, HV71
- 1995/1996 – Lasse Falk, Västra Frölunda HC
- 1996/1997 – Per Bäckman, Färjestads BK
- 1997/1998 – Bo "Kulon" Lennartsson, Färjestads BK
- 1998/1999 – Roger Melin, Brynäs IF
- 1999/2000 – Hardy Nilsson, Djurgårdens IF
- 2000/2001 – Peo Larsson, Timrå IK
- 2001/2002 – Jim Brithén, MODO Hockey
- 2002/2003 – Conny Evensson, Västra Frölunda HC
- 2003/2004 – Pär Mårts, HV71
- 2004/2005 – Stephan "Lillis" Lundh, Frölunda HC
- 2005/2006 – Bengt-Åke Gustafsson, förbundskapten för Sveriges herrlandslag
- 2006/2007 – Harald Lückner, MODO Hockey
- 2007/2008 – Kent Johansson, HV71
- 2008/2009 – Per-Erik Johnsson & Tommy Samuelsson, Färjestads BK
- 2009/2010 – Hardy Nilsson, Djurgårdens IF[1]
- 2010/2011 – Roger Melin, AIK
- 2011/2012 – Tommy Jonsson, Brynäs IF
- 2012/2013 – Peter Andersson, Örebro HK
- 2013/2014 – Hans Wallson, Skellefteå AIK [2]
- 2014/2015 – Per Hånberg, Karlskrona HK[3]
- 2015/2016 – Per-Erik Johnsson, Leksands IF
- 2016/2017 – Thomas "Bulan" Berglund, Brynäs IF
- 2017/2018 – Sam Hallam, Växjö Lakers HC
- 2018/2019 – Håkan Åhlund, IK Oskarshamn
- 2019/2020 – Ingen utmärkelse delades ut pga Covid-19
- 2020/2021 – Fredrik Andersson, Timrå IK
- 2021/2022 – Martin Filander, IK Oskarshamn
- 2022/2023 – Jörgen Jönsson, Växjö Lakers HC
- 2023/2024 – Niklas Gällstedt, Brynäs IF
- 2024/2025 – Niklas Gällstedt, Brynäs IF